# Couverture de risque
Une couverture de risque consiste à se protéger contre un risque — défini comme la probabilité mathématique qu'un dommage se produise — par des contrats d'assurance, des contrats de garantie, ou des contrats financiers permettant d'apporter un certain niveau de compensation.

## Cas de l'assurance
Pour les risques courants, le contrat d'assurance prévoit une indemnité en cas de sinistre subi ou provoqué.

## Cas de la garantie
Des formules de garantie :
- sont souvent associées à des contrats de vente de biens et services, conformément aux dispositions légales, ou allant au-delà de celles-ci ;
- peuvent être mises par ailleurs pour protéger des créances (hypothèque, nantissement ou gage, caution, etc.).

## Cas du risque de marché
D'autres techniques existent pour se protéger face à un risque de nature économique ou financière. Notamment, en cas d'évolution défavorable possible sur le marché de la valeur d'un actif, d'un bien ou d'un simple indice représentatif. Par exemple, un producteur est soumis au risque de voir le prix futur de ses denrées se dévaloriser, tandis que son acheteur court le risque symétrique d'une hausse future. 
Ce moyen de couverture est un contrat d'achat ou de vente passé « à l'avance » sur le marché à terme portant : 
- soit un produit dérivé ferme : un « future » ou un « forward » ;
- soit un produit dérivé optionnel : il permet, dans le cas d'une option, en déboursant une faible « prime », de faire une plus-value financière en sens inverse de celle du dommage dû à cette évolution de prix.

On parle aussi d'assurance de portefeuille quand ces outils sont utilisés pour couvrir globalement un portefeuille d'actifs géré.